# Quercus buckleyi
Quercus buckleyi là một loài thực vật có hoa trong họ Cử. Loài này được Nixon & Dorr miêu tả khoa học đầu tiên năm 1985.

## Hình ảnh